# 新布里奇 (喬治亞州)
新布里奇（英語：New Bridge）是位於美國喬治亞州蘭普金縣的一個鬼鎮。由於此地已於19世紀被荒廢，本地已無人居住。

## 地理
新布里奇的座標為34°25′52″N 83°58′20″W / 34.43111°N 83.97222°W，而該地的平均海拔高度為332米（即1089英尺）。